# 扭颈绞管螺
扭颈绞管螺（学名：Streptodera trachelostropha），是柄眼目烟管蜗牛科Streptodera的一种。主要分布于中国大陆，常栖息在阴暗潮湿、多腐殖质的环境。